# 吉村道明
吉村 道明（よしむら みちあき、1926年〈大正15年〉9月19日 - 2003年〈平成15年〉2月15日）は、日本のプロレスラー。火の玉小僧と呼ばれた。
現役引退後は、近畿大学相撲部顧問として後進の指導にあたった。岐阜県岐阜市出身。

## 来歴

### プロレス界での活躍
14歳で大日本帝国海軍の志願兵となり、海軍通信学校普通科練習生を36番の成績で卒業し、太平洋戦争に出征。シンガポール駐留中に海軍相撲で活躍し、海軍通信学校高等科練習生として5番の成績で卒業。終戦後は機雷除去の仕事を一年間務めた後、トヨタ自動車に勤務。1949年にトヨタ自動車を退社して近畿大学へ入学し、相撲部に入部。学生横綱（1949年、史上2人目となる大学1年で優勝）、国民体育大会個人優勝など輝かしい実績を残す。
大学卒業後は再度トヨタ自動車に勤務したが、1954年4月、大阪を本拠地として活動していた全日本プロレス協会（山口利夫が設立。ジャイアント馬場の全日本プロレスとは無関係）へ入団。1956年に全日本プロレス協会は崩壊するが、力道山にスカウトされて1957年5月に日本プロレスへ移籍する。移籍前の同年4月8日、初代選手権者の駿河海を下して日本ジュニアヘビー級王座を獲得した。（日本プロレス移籍の経過については、門茂男「力道山の真実」角川文庫が詳しい。）
日本プロレスへ移籍後は、力道山の脇役であったが、軽快な身のこなしからの回転エビ固めなどの得意技で人気者となる。また、若手レスラーの壁として立ちはだかり、デビュー間もないアントニオ猪木（当時は猪木寛至）との対戦成績は19連勝を記録している。1961年にヘビー級へ転向し、力道山のパートナーとしてタッグチームを組む機会も多くなり、大柄の外国人レスラーに血だるまで立ち向かう姿から「火の玉小僧」と呼ばれ活躍した。一人で相手の攻撃を受けまくる姿は、結果的に力道山をはじめとするタッグ・パートナーを引き立たせる効果もあげていた。また日本プロレス屈指の技巧派としても有名で、カール・ゴッチ、キラー・カール・コックスの初来日に際して第一戦の相手として起用されたのも吉村である。必然的にそれぞれの必殺技であるジャーマン・スープレックスとブレーンバスターを日本で最初に食ったのも吉村となった。なお、ゴッチは吉村を力道山より上だと評価しており、初来日の1961年に13回、2度目の1966年に1回対戦した。戦績は吉村の1勝3敗9引分1ノーゲームで、ゴッチから2フォール勝ちを奪った唯一の日本人レスラーである。
しかし、1963年12月15日に力道山が不慮の事故で急逝。窮地に立たされた日本プロレスは、吉村・豊登・芳の里・遠藤幸吉を4幹部として再起を図るが、社長に就任した豊登の横領・放漫経営などで経営が悪化する。1965年末に豊登を事実上追放し、ジャイアント馬場・アントニオ猪木をエースとする体制に移行する。新社長となった芳の里と遠藤は現役を引退して経営に専念したが、吉村は重役を兼務しながら現役を続行。アジアタッグ王座を長く保持し、馬場・猪木・大木金太郎とともに日プロ四天王と呼ばれ、中心レスラーとして活躍した。しかし日本プロレスは1971年末に猪木・翌年7月に馬場が相次いで離脱してしまい、それぞれ新団体を設立。1973年2月、残ったエースの坂口征二も猪木に合流する形で離脱を表明する。さらにNETが3月いっぱいで日本プロレスの中継打ち切りを決定したことで、吉村も引退を決意。1973年3月3日に母校の近畿大学記念館大会で引退試合を行い「ラバウル小唄」が流れる中、小沢正志に肩車されてプロレスラーを引退した。この大会は日本プロレス史上初めての引退記念興業および引退試合とされ、その模様は3月9日に放送された。結局日本プロレスは、翌月4月に崩壊している。
団体内のゴタゴタにもかかわらず、力道山の死後も吉村は選手として持ち前のテクニックを生かし、馬場・猪木・大木・坂口ら後輩レスラーたちのパートナーとしてタッグタイトルを保持し、46歳の引退まで奮闘した。選手としての晩年には「火の玉小僧」に代わり「闘将」と呼ばれていた。

### プロレス引退後
プロレス引退後の吉村は、母校の近畿大学相撲部顧問として後進の指導にあたりながら事業にも取り組み、プロレス界からは完全に身を引き長く絶縁状態を貫いた（ただし、1974年10月の猪木vs大木戦で「遺恨をマットに持ち込むなら試合を止めろ」とメッセージを両名に送ったことがある）。1990年代にレスラーのOB会会長に就任してからは、会場に姿を見せる機会がわずかながら見られるようになった。
近畿大学相撲部では、のちに大関となる長岡末弘（朝潮、後の7代高砂親方→18代錦島親方）を指導し、2年連続してアマチュア横綱に導くなど手腕を発揮した。尤も、当の長岡の証言によると、当時1年生でひよっこ部員であった長岡に負けてショックを受けてすぐにコーチを辞めてしまったとのこと。
晩年は入退院を繰り返すようになり、2003年2月15日、神戸市内の病院において呼吸不全により76歳で死去。葬儀・告別式は身内だけで営まれ、関係者に訃報が届いたのは2日後の17日だった。

## 人物
太平洋戦争出征中は、乗船していた艦艇が、幾度も連合国軍の潜水艦による魚雷攻撃を受けたものの、生還している。
意外と知られていないのは、彼の人柄である。日本プロレス時代には縁の下の力持ち的存在で現場監督のほか、興行の業務処理などを担当していた。人格者だったため、多くの後輩から慕われていたという。
付き人を務めていたグレート小鹿は、1973年1月に林牛之助とともに、吉村を日本プロレスに残るよう慰留すべく、吉村の自宅へ向かった。その際吉村は2人に対して「腰痛がひどく、プロレスをやれる体ではない。すでに神戸に引っ越す事を決めていた」と反対し、小鹿と林はその場で泣きじゃくっていた。その直後に林は海外遠征に出発し、小鹿も坂口の退団騒動において、大木に付くことになり、そのまま日本プロレス崩壊を迎えることになる（吉村は中立の立場を貫いていた）。さらに小鹿は、吉村がプロモーターの信頼が厚かったことも明かし、「吉村が地方のタニマチに私を紹介したおかげで、大日本プロレスの地方興行はトラブルにならない。吉村は恩人だ」と語っている。

## 獲得タイトル
- 日本ジュニア・ヘビー級王座：1回
- インターナショナル・タッグ王座：1回（パートナーはジャイアント馬場）
- アジアタッグ王座：10回（パートナーは豊登、ヒロ・マツダ、ジャイアント馬場、大木金太郎×3、アントニオ猪木×4）

## 得意技
- 回転エビ固め…血だるまからの大逆転勝利を数多くもたらした、吉村の代名詞。
- ドロップキック…高い打点を保っていて、黎明期の使い手ではトップクラスに挙げる声が多い。

## 出演

### 映画
- プロレスWリーグ 血ぬられた王者（1968年、東映） - ドキュメンタリー映画